# Волзький (Нижньогородська область)
Волзький (рос. Волжский) — селище в Кстовському районі Нижньогородської області Російської Федерації.
Населення становить 840 осіб. Входить до складу муніципального утворення Работкинська сільрада.

## Історія
Від 2009 року входить до складу муніципального утворення Работкинська сільрада.

## Населення
| 2002 | 2010 |
| ---- | ---- |
| 987  | ↘840 |